# Sire Records
Sire Records är ett amerikanskt skivmärke som ägs av Warner Music Group och distribueras genom Warner Bros. Records.
Skivbolaget grundades 1966 som "Sire Productions" av Seymour Stein och Richard Gottehrer.